# Gobius bontii
Gobius bontii és una espècie de peix de la família dels gòbids i de l'ordre dels perciformes.

## Morfologia
- Els mascles poden assolir 7,2 cm de longitud total.[1][2]

## Hàbitat
És un peix de clima tropical i demersal.

## Distribució geogràfica
Es troba des de Bazaruto (Moçambic) fins a l'Índia i l'oest del Pacífic de clima tropical.

## Observacions
És inofensiu per als humans.